# Leavenworth (Washington)
Leavenworth az Amerikai Egyesült Államok északnyugati részén, Washington állam Chelan megyéjében elhelyezkedő város. A 2010. évi népszámlálási adatok alapján 1965 lakosa van.
A városban hat iskola található, amelyekben összesen 1359-en tanulnak.

## Történet
Fehér bőrű telepesek 1892-ben, a Great Northern Railway vasútvonalának elkészültekor érkeztek a térségbe. 1903-ban Lafayette Lamb megnyitotta Washington állam második legnagyobb fűrészüzemét.
Leavenworth 1906. szeptember 5-én kapott városi rangot. Az 1925-ös nyomvonal-korrekciót követően a vasútvonal Wenatchee felé haladt, így Leavenworth hanyatlani kezdett. Az 1950-es években a fűrésztelep bezárt, az üzleteket pedig elköltöztették, ezáltal a lakosságszám jelentősen csökkent.
A város gazdaságát a turizmusra szerették volna alapozni, így 1929-ben síugró-pálya nyílt. 1962-ben megalakult a LIFE (Leavenworth Improvement for Everyone, Leavenworth fejlesztése mindenkinek) projektbizottság, melynek feladata a település revitalizációja volt. Az ötlet Ted Price-tól és Bob Rodgerstől ered, akik 1960-ban megvásároltak egy bajba jutott kávézót. A bizottság elnöke Price lett, aki 1965-ben Rodgersszel Solvang városba utazott; a kaliforniai település épületei a hagyományos dán stílust követik. Leavenworth első átalakított épülete a Chikamin Hotel volt, amit Jamie Peterson tulajdonos Bajorország nemzeti virága után Edelweiss (havasi gyopár) névre keresztelt át. A példát később Winthrop is követte.
1995-ben nyílt meg a Leavenworth Nutcracker Museum, ahol több mint ötvenezer diótörőt állítottak ki. A városban minden évben megrendezik az Oktoberfestet.
2007 novemberében a Good Morning America reggeli rádióműsor stábja Leavenworth-be utazott, és segítettek a karácsonyi dekoráció kialakításában. A helységet az A&E tévécsatorna az USA ünnepi városának választotta.

## Földrajz és éghajlat

### Földrajz
Leavenworth a Cascade-hegység északi vonulatának délkeleti oldalán fekszik; a vonulatot alkotó tektonikus lemezek kilencvenmillió évvel ezelőtt, a kréta időszakban alakultak ki. Az eocén során (ötvenmillió évvel ezelőtt) kialakult Chiwaukum-árok 80 kilométer hosszú és 19 kilométer széles. Leavenworth az árok nyugati oldalán található; a város nyugati határát a törésvonal alkotja. A várostól nyugatra és délnyugatra eső régió domborzata a kréta során, a Stuart-hegyi batolittal egy időben alakult ki. Leavenworth a pleisztocén és holocén során kialakult végmorénán fekszik.

### Éghajlat
Az óceáni anticiklon miatt nyaranta az ég tiszta, a hőmérséklet-ingadozás pedig magas. A Cascade-hegység közelsége miatt a nyári időszakban kevés csapadék hull; előfordul, hogy májustól októberig egy milliméter csapadék sem esik. A Columbia-medencében a nappalok forróak lehetnek (1941 júliusában 43,3 °C-ot mértek), azonban a nyári éjszakákon akár fagyhat is.
Ősszel általában hűvös van, a csapadék mennyisége pedig növekszik. A telek hidegek és gyakori a havazás; a legtöbb hó (234 centiméter) 1996 decemberében hullt; az átlagmennyiség 229 centiméter. 1968 júliusa és 1969 júniusa között 552, míg 1962 júliusa és 1963 júniusa között mindössze 49 centiméter hó esett. A hidegrekord (-37,8 °C) 1968. december 30-án dőlt meg.
A legcsapadékosabb időszak (1045 milliméter) az 1955 júliusa és 1956 júniusa, míg a legszárazabb (299 milliméter) az 1929 júliusa és 1930 júniusa közötti időszak. Tavasszal a hőmérséklet fokozatosan melegszik, azonban akár májusban is fagyhat.
A város éghajlata meleg nyári kontinentális (a Köppen-skála szerint Dfb).
| Hónap                         | Jan.  | Feb.  | Már.  | Ápr. | Máj. | Jún. | Júl. | Aug. | Szep. | Okt.  | Nov.  | Dec.  | Év    |
| ----------------------------- | ----- | ----- | ----- | ---- | ---- | ---- | ---- | ---- | ----- | ----- | ----- | ----- | ----- |
| Rekord max. hőmérséklet (°C)  | 17,8  | 17,8  | 26,1  | 33,3 | 38,3 | 40,6 | 43,3 | 41,7 | 40,0  | 32,8  | 23,3  | 16,7  | 43,3  |
| Átlagos max. hőmérséklet (°C) | 1,7   | 6,1   | 11,7  | 16,7 | 21,7 | 25,6 | 30,6 | 31,1 | 26,1  | 17,2  | 6,7   | 0,6   | 16,4  |
| Átlagos min. hőmérséklet (°C) | −6,7  | −5,6  | −2,2  | 1,1  | 5,0  | 8,9  | 11,1 | 10,6 | 6,1   | 1,1   | −2,2  | −6,7  | 1,7   |
| Rekord min. hőmérséklet (°C)  | −32,8 | −31,7 | −20,6 | −7,2 | −4,4 | −4,4 | 1,1  | −1,1 | −7,2  | −11,7 | −23,3 | −37,8 | −37,8 |
| Átl. csapadékmennyiség (mm)   | 114   | 69    | 53    | 28   | 27   | 27   | 10   | 12   | 17    | 53    | 114   | 114   | 638   |
| Forrás: The Weather Channel   |       |       |       |      |      |      |      |      |       |       |       |       |       |

## Népesség
A 2010-es népszámláláskor a városnak 1965 lakója, 908 háztartása és 500 családja volt. A népsűrűség 539,8 fő/km2. A lakóegységek száma 1241, sűrűségük 340,9 db/km2. A lakosok 92,9%-a fehér, 0,4%-a afroamerikai, 0,5%-a indián, 0,6%-a ázsiai, 0,2%-a a Csendes-óceáni szigetekről származik, 3,9%-a egyéb, 1,6%-a pedig kettő vagy több etnikumú. A spanyol vagy latino származásúak aránya 10,8% (9,6% mexikói, 0,2% Puerto Ricó-i, 0,1% kubai, 1,1% egyéb spanyol vagy latino származású.)
A háztartások 22,5%-ában élt 18 évnél fiatalabb. 41,9% házas, 10,2% egyedülálló nő, 3% egyedülálló férfi, 44,9% pedig nem család. 37,3% egyedül élt; 20,3%-uk 65 éves vagy idősebb. Egy háztartásban átlagosan 2,16 személy élt; a családok átlagmérete 2,84 fő.
A medián életkor 42,4 év volt. A város lakóinak 19,9%-a 18 évesnél fiatalabb, 5,9% 18 és 24 év közötti, 25%-uk 25 és 44 év közötti, 27,2%-uk 45 és 64 év közötti, 19,9%-uk pedig 65 éves vagy idősebb. A lakosok 46,7%-a férfi, 53,3%-a pedig nő.

## Közlekedés
A város a U.S. Route 2 mentén található, emellett a Chumstick Highway (a korábbi WA-209) is áthalad rajta.
Icicle állomásról az Amtrak által üzemeltetett Empire Builderrel Chicagóba és Seattle-be lehet eljutni; a megyén belüli közlekedést a Link Transit biztosítja. Leavenworth-ben több taxitársaság is üzemel, valamint a Northwestern Trailways és az Amtrak Thruway Motorcoach távolsági autóbuszai is igénybe vehetők.

## Fordítás
Ez a szócikk részben vagy egészben  a   Leavenworth, Washington című angol Wikipédia-szócikk ezen változatának fordításán alapul.  Az eredeti cikk szerkesztőit annak laptörténete sorolja fel. Ez a jelzés csupán a megfogalmazás eredetét és a szerzői jogokat jelzi, nem szolgál a cikkben szereplő információk forrásmegjelöléseként.